# Kengtung
Kengtung (in shan: ၵဵင်းတုင်; in lingua birmana: ကျိုင်းတုံမြို့, trascrizione MLCTS: kyuing: tum mrui, trascrizione IPA /tɕáɪɴ tòʊɴ mjo/; in thai: เชียงตุง, trascrizione RTGS: Chiang Tung, trascrizione IPA /t͡ɕʰīaŋ tūŋ/) è una città dello Stato Shan, in Birmania. È il capoluogo del distretto di Kengthung e della township di Kengtung.

## Geografia fisica

### Territorio
Kengtung si trova nel cuore del Triangolo d'oro, in una valle della zona montuosa compresa tra i fiumi Mekong e Saluen, 150 km di strada a est del fiume Saluen e 426 km a est di Taunggyi, la capitale dello Stato Shan. La frontiera cinese è 91 km a nord-est e quella thailandese è 156 km a sud. Nei dintorni della città si trovano diversi laghi, tra cui il più grande è il Naung Tung, alla periferia est, mentre i laghi Naung Kham e Naung Yang sono nella zona sud.

### Clima
Kengtung ha un clima della savana tropicale in cui si alternano umido e asciutto (nella classificazione dei climi di Köppen: Aw). La stagione calda va da marzo a giugno, quando la media delle temperature massime mensili supera sempre i 30 °C. La stagione fredda va da dicembre a febbraio e il mese più freddo è gennaio, la cui media delle temperature minime è di 9,6 °C. La stagione delle piogge va da maggio a ottobre/novembre. Il mese più piovoso è agosto, con una media di precipitazioni di 243 mm.

## Storia

### Antiche leggende
Vi sono diverse leggende riguardanti le origini di Kengtung. Una di queste riporta un viaggio a Kengtung di Gautama Buddha, che lasciò come reliquia otto dei suoi capelli. Un'altra leggenda riguarda la sua fondazione da parte del monaco eremita Tong, dal quale la città prese il nome (Keng, come il thailandese Chiang, significa grande città). Secondo le leggende tramandate nella tradizione orale dei wa, furono invece gli antenati di questo popolo che fondarono il primo stanziamento nella zona di Kengtung. Si diffuse la tradizione animista, tuttora osservata, secondo cui lo spirito protettore delle case è un drago femmina.

### I saopha del Regno di Kengtung
Le cronache locali fanno risalire al XII secolo l'insediamento dei wa, e i loro due sovrani che regnarono sulla zona furono Mang Kom e Mang Yè. Nel XIII secolo, guerrieri tai yuan inviati dal re Mangrai sottomisero i wa e fondarono il Regno di Kengtung, che divenne tributario del Regno Lanna. Al pari delle altre mong degli shan, il sovrano locale fu chiamato saopha (sawbwa nella lingua locale). L'etnia che prese l'egemonia fu quella dei tai khün, strettamente collegata agli shan, agli stessi tai yuan e ai tai lü, altri popoli che tuttora vivono a Kengtung. Con l'arrivo di questi popoli si diffuse a Kengtung il buddhismo theravada.

#### Sottomissione ai birmani
Per diverso tempo il Regno di Kengtung prosperò sotto l'influenza dei regni di Lanna e di Chiang Hung, l'odierna Jinghong della vicina prefettura autonoma del Xishuangbanna, oltre la frontiera cinese. L'alleanza con Lanna si interruppe nel XV secolo. Kengtung mantenne l'autonomia dai regni birmani anche grazie alla loro lontananza e alle difficoltà di attraversare l'impetuoso Saluen. Cadde comunque sotto la sfera di influenza birmana nel XVI secolo, ai tempi del conquistatore Bayinnaung della dinastia di Toungoo. La lealtà che i saopha di Kengtung dimostrarono a Bayinnaung fu ricambiata con l'omaggio da parte del re birmano di una copia delle sacre Tripitaka. Alla morte di Bayinnaung l'impero da lui creato si frantumò e Kengtung fu occupata dai siamesi del Regno di Ayutthaya, che dovettero ritirarsi dopo breve tempo favorendo il ritorno dei birmani nella prima metà del XVII secolo.
Risale a questo periodo il primo abbozzo di catasto dei terreni del Regno di Kengtung, che rimase fedele alleato dei birmani malgrado la prima richiesta di tributi da parte dell'Impero cinese nel 1648. I re birmani riconobbero la sostanziale autonomia di Kengtung e avallarono la nomina dei suoi saopha fino al 1711, quando il sovrano locale rifiutò di dare in sposa la propria figlia al re birmano e questi mandò le sue truppe a occupare Kengtung. Dopo vent'anni di interregno, alla dinastia locale fu concesso di riprendere il potere. Situata lungo la strada occidentale che collegava la Cina e il Siam, Kengtung veniva attraversata da lunghissime carovane di mercanti cinesi che commerciavano con il sud.
Dopo l'uccisione di alcuni mercanti cinesi a Kengtung, truppe imperiali cinsero d'assedio la città che fu salvata nel 1765 dalle truppe birmane di re Hsinbyushin della nuova dinastia Konbaung, il quale provvide a fortificarla. All'inizio del XIX secolo, le truppe di Chiang Mai, caduta sotto la sfera di influenza siamese, occuparono più volte Kengtung, deportando molti dei suoi abitanti. Il saopha Maha Khannan fece comunque atto di sottomissione ai birmani e questa prova di lealtà fu ricambiata con l'appoggio che questi ultimi avrebbero a lungo garantito ai saopha. Una guarnigione birmana fu inviata a Kengtung, ma ai suoi comandanti non fu concesso di interferire nelle decisioni del governo locale. I saopha erano esentati dal pagamento di tasse e dovevano solo presentare dei tributi formali, che erano contraccambiati dai re birmani con preziosi omaggi. Erano a loro affidate la giustizia, le finanze e la pubblica sicurezza di Kengtung. Nuove invasioni siamesi furono respinte durante la prima e la seconda guerra anglo-birmana.

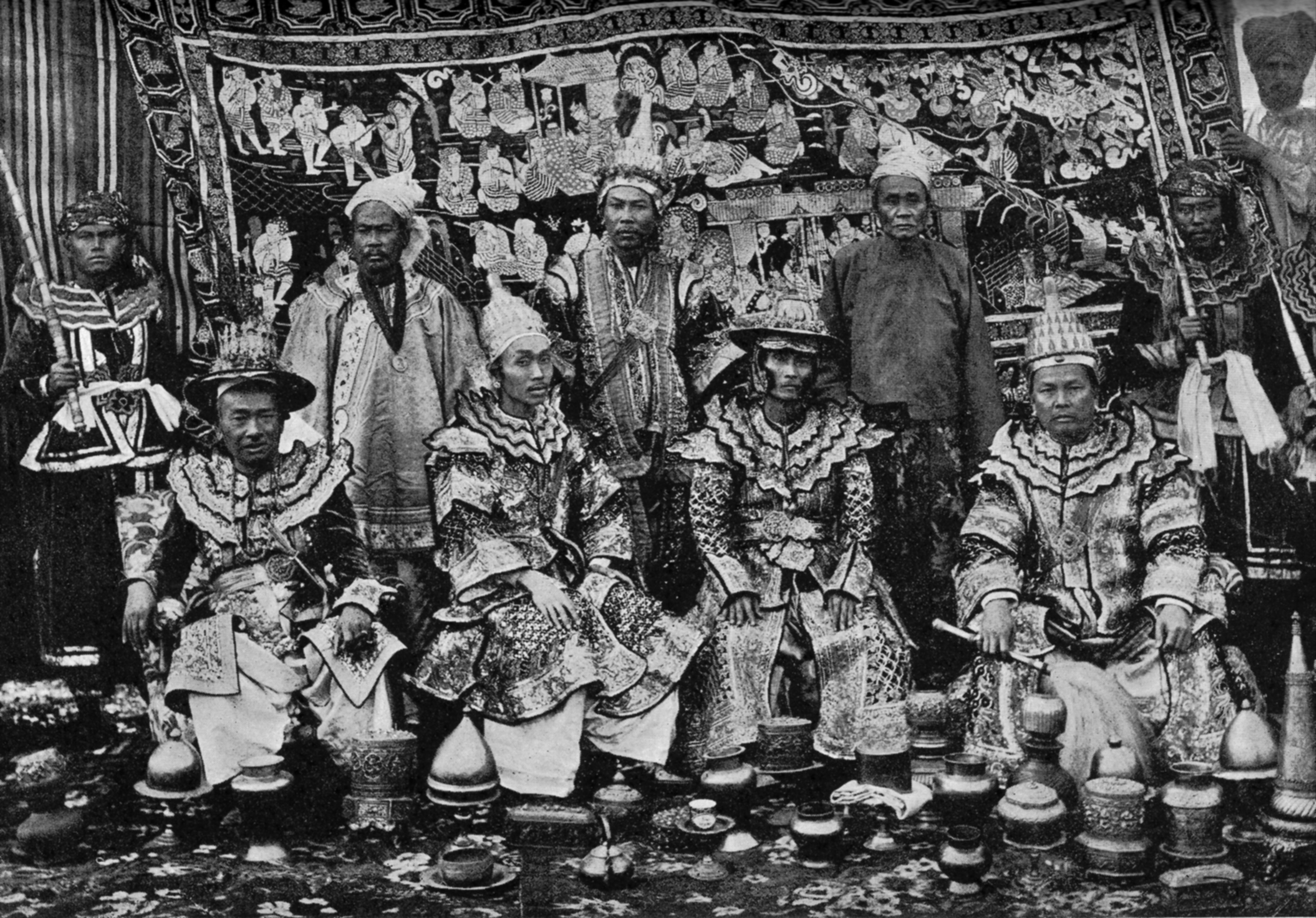
Il saopha Kawng Kiao Intaleng di Kengtung, secondo seduto da sinistra, partecipa con altri saopha e principi karen al durbar di Delhi nel 1903

#### Periodo coloniale britannico
Prima di prendere il potere, il saopha Kon Tai era entrato in conflitto con il re birmano Mindon Min e nel 1885 si unì alla ribellione di altri saopha shan contro Thibaw Min, il successore di Mindon Min. Quello stesso anno i britannici portarono a termine l'annessione della Birmania con la terza guerra anglo-birmana. Il turbolento periodo che seguì non permise ai colonialisti di prendere possesso di Kengtung fino al 1890, quando il saopha Khun Pu accettò la loro suzeraineté I britannici riconobbero il potere dei saopha considerandoli alleati e non sottomessi, ma negli anni successivi aumentarono progressivamente le loro ingerenze sugli affari interni di Kengtung. La demarcazione dei confini con l'Indocina francese ed il Siam fruttò a Kengtung l'acquisizione di nuovi territori.

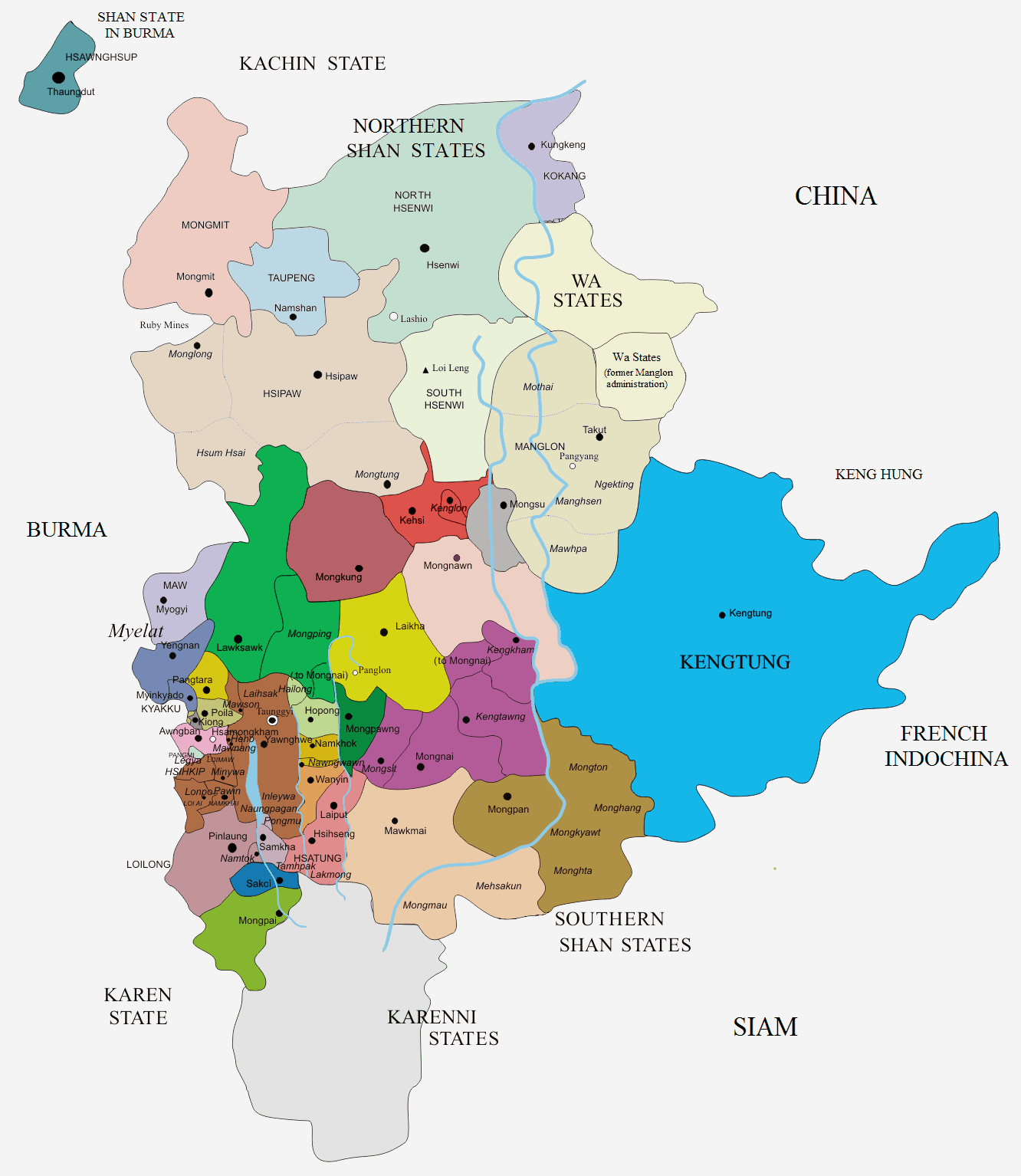
Lo Stato di Kengtung, evidenziato in blu

Tra gli eventi di inizio Novecento vi furono gli arrivi di molti immigrati cinesi e indiani, un incendio che distrusse buona parte della città, prontamente ricostruita, la costruzione del nuovo palazzo del saopha Kawn Kiao Intaleng, in stile coloniale, e della Pagoda Maha Myatmuni. Negli anni venti si intensificò la coltivazione dell'oppio e il suo contrabbando in Siam previo un accordo tra il saopha e le autorità thai. Nello stesso periodo i britannici riorganizzarono i territori degli shan creando la Confederazione degli Stati Shan e il Regno di Kengtung fu ribattezzato Stato di Kengtung. Nel 1927 fu eretta in città la prefettura apostolica, che nel 1955 sarebbe diventata la diocesi di Kengtung. Il nuovo saopha Kawng Tai fu assassinato in circostanze misteriose nel 1937, non fu nominato il suo successore e il controllo del governo fu preso per quell'anno dai britannici. Allettati dal prosperoso commercio, in quel periodo furono molti gli immigrati thai che si trasferirono a Kengthung.
Durante la seconda guerra mondiale, Kengtung fu occupata dall'esercito thailandese nel quadro della campagna della Birmania con cui i giapponesi cercarono di interrompere gli aiuti britannici ai cinesi. I giapponesi premiarono gli alleati thai permettendo loro di annettersi buona parte dei territori shan con l'istituzione della provincia Saharat Thai Doem, di cui Kengtung fu il capoluogo. Questi territori furono restituiti ai birmani dopo il conflitto. Il Regno Unito assegnò Kengtung alla Birmania alla quale concedette l'indipendenza nel 1948 e gli Stati Shan tornarono sotto il controllo birmano.

#### Primi anni di indipendenza birmana
Nel 1947 fu nominato saopha Sai Long e il suo regno durò più a lungo di quelli degli altri saopha Shan, che furono dichiarati decaduti nel 1959. Il nuovo governo birmano inserì Kengtung nella suddivisione chiamata Stati Shan orientali. Con la sconfitta nel 1949 dei nazionalisti cinesi di Chiang Kai-shek da parte dei comunisti di Mao Zedong, fuggitivi del Kuomintang invasero gli Stati Shan con la copertura della CIA, creando gravi disagi alla popolazione e prendendo il controllo della produzione di oppio, che crebbe enormemente. Le devastazioni operate dagli uomini del Kuomintang, che furono espulsi dopo qualche anno ma continuarono ad operare dai villaggi thai di frontiera, declassarono Kengtung, il controllo dei traffici commerciali nella zona passò a Tachileik e il potere politico a Taunggyi. Dopo il colpo di Stato militare condotto dal generale Ne Win nel 1962, saopha Sai Long fu tratto in arresto dalla giunta militare, che abolì la carica di saopha.

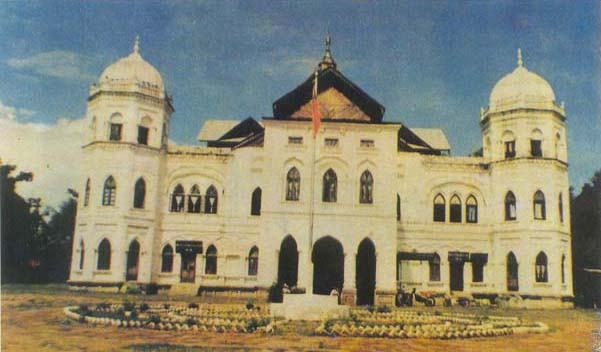
Lo storico Palazzo Sawbwa di Kengtung, costruito agli inizi del XX secolo, nel periodo coloniale, e demolito nel novembre 1991 per ordine del governo birmano malgrado le proteste degli abitanti

### Eventi recenti
A partire dalla fine degli anni cinquanta, Kengtung ha anche sofferto per i sanguinosi scontri tra la repressione dell'esercito birmano e la guerriglia dei vari gruppi separatisti shan, i cui proventi si basavano soprattutto sulla tassazione dei produttori e trafficanti dei derivati dell'oppio (la produzione di eroina ebbe inizio negli anni sessanta nei villaggi alla frontiera tra Birmania e Thailandia). La situazione si rese ancora più drammatica con la formazione di nuovi piccoli eserciti da parte di locali signori della guerra che assunsero il controllo di buona parte del traffico. Si è stimato che nella zona di Kengtung negli anni sessanta e settanta vi fosse il 10% delle piantagioni di oppio dello Stato Shan.
Il governo di Rangoon ha duramente combattuto la guerriglia con le armi, ma anche esercitando una profonda assimilazione culturale sugli shan. In tempi più recenti, la scadente gestione dei servizi da parte dell'amministrazione comunale, i problemi derivanti dal traffico di droga e il dilagare della tossicodipendenza da oppiacei tra la popolazione hanno aggravato il declino della città. Dopo molti anni di divieto a visitare Kengtung e buona parte dello Stato Shan, alla fine del Novecento il governo birmano ha concesso ai turisti stranieri di accedere alla città, seppur con diverse limitazioni.

## Trasporti e infrastrutture
Kengtung si trova lungo la strada nazionale NH4, che fa parte delle autostrade asiatiche AH2 e AH3. È servita dall'aeroporto di Kengtung, dove arrivano alcuni voli nazionali.